# Spartakusbund

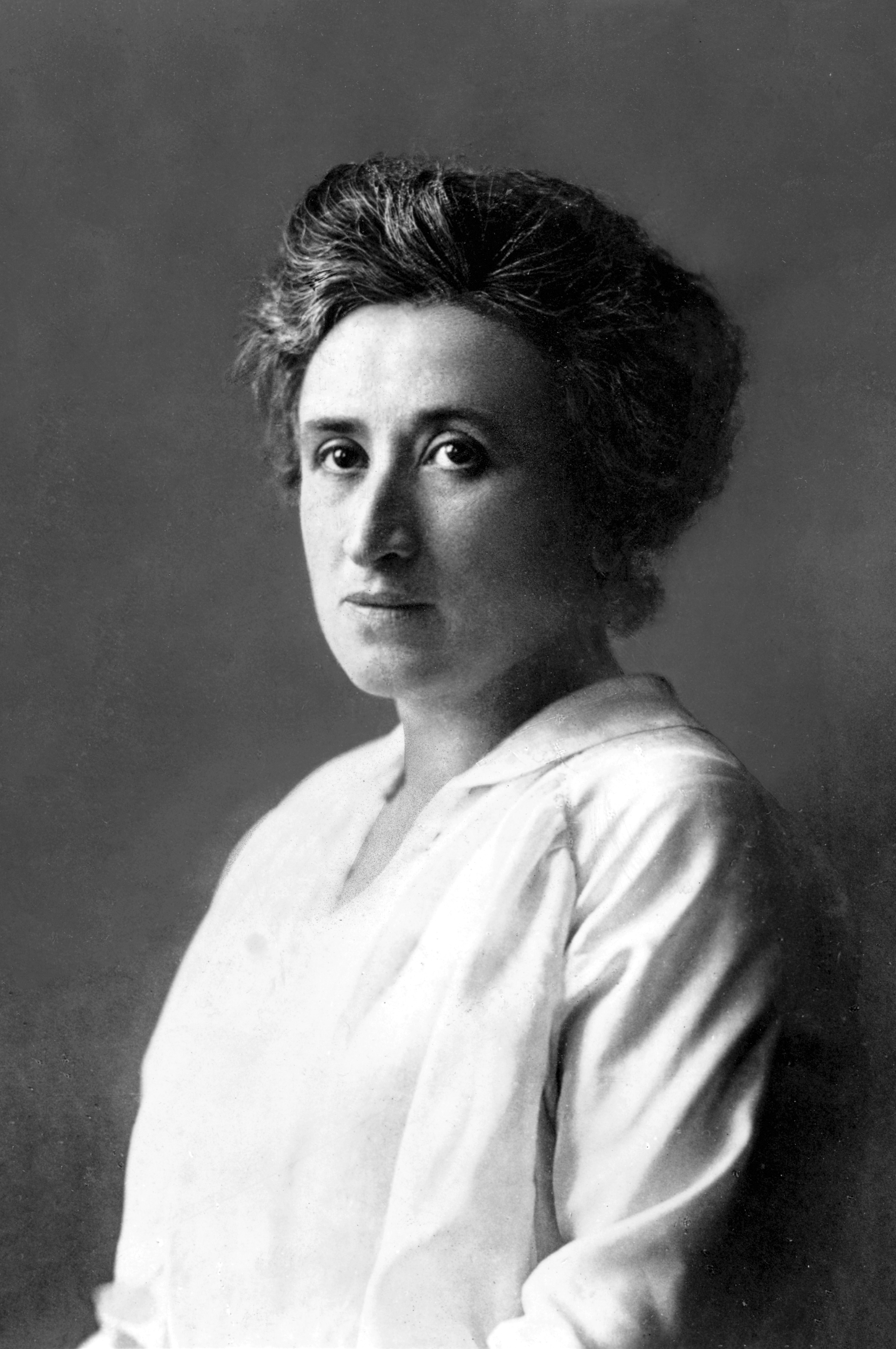
Rosa Luxemburg

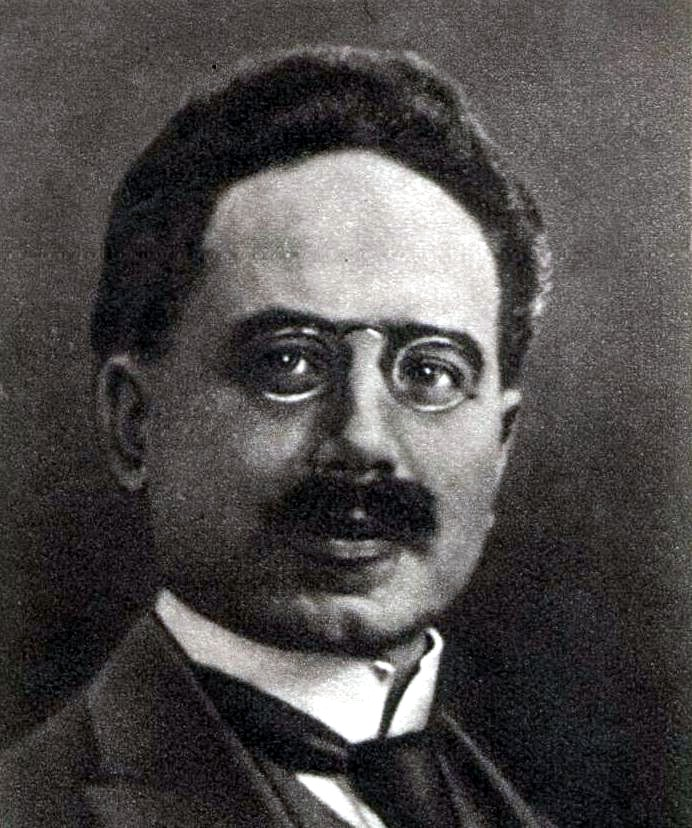
Karl Liebknecht

Der Spartakusbund war eine Vereinigung von marxistischen Sozialisten zum Ende des Deutschen Kaiserreichs, die während des Ersten Weltkriegs am Ziel einer internationalen Revolution des Proletariats festhielten, um Kapitalismus, Imperialismus und Militarismus weltweit zu stürzen.
Diese Ziele verfolgte ab August 1914 die „Gruppe Internationale“ als oppositionelle Gruppe innerhalb der Sozialdemokratischen Partei Deutschlands (SPD). Sie nannte sich ab 1916 „Spartakusgruppe“ und schloss sich 1917 der von der SPD abgespaltenen Unabhängigen Sozialdemokratischen Partei Deutschlands (USPD) als linker Flügel an. In der Novemberrevolution 1918 gründete sich der Bund neu als deutschlandweite, parteiunabhängige Organisation mit dem Namen „Spartakusbund“ und dem Ziel einer gesamtdeutschen Räterepublik. Am 1. Januar 1919 ging er in der neu gegründeten Kommunistischen Partei Deutschlands (KPD) auf.
Der Name des Bundes bezog sich auf Spartacus, den Anführer des bedeutendsten Sklavenaufstands (73–71 v. Chr.) im antiken Römischen Reich. Sein Name symbolisierte für die Spartakisten den andauernden Widerstand der Unterdrückten gegen ihre Ausbeuter. Sie drückten damit die marxistische Auffassung des historischen Materialismus aus, wonach die Geschichte von Klassenkämpfen vorangetrieben werde.

## Geschichte

### Hintergrund
Bei den Kongressen der Sozialistischen Internationale 1907 in London und Stuttgart wurde die Opposition der europäischen Arbeiterparteien gegen den drohenden Krieg zwischen den europäischen Großmächten beschlossen. 1912 in Bern wurden zusätzlich gemeinsame Maßnahmen dagegen beschlossen, bis hin zum Mittel eines Generalstreiks. Auch die SPD hatte einen imperialistischen Krieg in Europa ausdrücklich und wiederholt abgelehnt, Kampfmaßnahmen dagegen beschlossen und öffentlich angekündigt. Während der Julikrise 1914 bekräftigte sie die Ablehnung des Krieges nochmals in landesweiten Großdemonstrationen ihrer Anhänger.
Am 4. August 1914 wurde im Reichstag über die Kriegskredite abgestimmt. Die SPD-Reichstagsfraktion stimmte nun im Sinne einer Burgfriedenspolitik einstimmig zu, wobei Karl Liebknecht unter Einhaltung des Fraktionszwanges zustimmte. Mit ihrer Zustimmung zur Kriegspolitik der kaiserlichen Regierung gab die SPD-Fraktion drei seit der Parteigründung geltende Programmpunkte auf: die Opposition zum Militarismus, den proletarischen Internationalismus und den Klassenkampf.
Die Antwort auf die Zustimmung der SPD zum Krieg war die Zustimmung der französischen Sozialisten zu einer Kriegserklärung Frankreichs gegen Deutschland. Mit dem Beginn des Ersten Weltkriegs zerbrach die Sozialistische Internationale.

### Die Gruppe Internationale
Die „Gruppe Internationale“ ging auf eine Initiative Rosa Luxemburgs zurück. Sie lud unmittelbar nach der Abstimmung zu den Kriegskrediten die mit ihr befreundeten Kriegsgegner in der SPD in ihre Berliner Wohnung ein. An diesem abendlichen Treffen am 4. August 1914 nahmen sechs Gäste teil, die mit der Gastgeberin die Keimzelle des späteren Spartakusbunds bildeten: Hermann Duncker, Hugo Eberlein, Julian Marchlewski, Franz Mehring, Ernst Meyer und Wilhelm Pieck. In der Folgewoche traten folgende weitere Personen der Gruppe bei: Martha Arendsee, Fritz Ausländer, Heinrich Brandler, Käte Duncker, Otto Gäbel, Otto Geithner, Leo Jogiches, Karl Liebknecht, August Thalheimer und Bertha Thalheimer.
Die „Gruppe Internationale“ sah die SPD-Zustimmung zu den Kriegskrediten als Verrat an den Zielen der gesamteuropäischen Sozialdemokratie, besonders an der internationalen Solidarität der Arbeiterbewegung gegen den Krieg. Sie hielt an diesen Vorkriegszielen fest und lehnte den Krieg als gegen die Interessen der Völker und des Proletariats gerichteten imperialistischen Völkermord der herrschenden Bourgeoisie ab. Zur Gruppe Internationale gehörten keine solchen Angehörigen der SPD-Reichstagsfraktion, die den Kriegskrediten zugestimmt hatten, obwohl sie den Krieg ablehnten, oder sich erst danach zu Kriegsgegnern wandelten.
Der erwogene Austritt aus der SPD wurde jedoch rasch verworfen, da man mit einem baldigen Betätigungsverbot der Regierung für die SPD und darauf folgendem Abrücken der SPD-Mehrheit vom „Burgfrieden“ rechnete. Man beschloss, den Kampf gegen den Krieg innerhalb der SPD zu organisieren, die SPD-Mehrheit zum Ablehnen weiterer Kriegskredite zu bewegen und die internationale Solidarität mit anderen europäischen Arbeiterparteien wiederherzustellen.
Als erstes versandte die Gruppe 300 Telegramme an SPD-Mitglieder, um sie zur öffentlichen Ablehnung des Beschlusses der SPD-Reichstagsfraktion vom 4. August zu bewegen. Nur Clara Zetkin reagierte darauf sofort und uneingeschränkt zustimmend. Die SPD-Ortsgruppen in Berlin-Charlottenburg und Berlin-Mariendorf waren zunächst die einzigen, die sich zu dem Aufruf der Gruppe bekannten. Am 30. Oktober 1914 distanzierte sich die Gruppe in der Schweizer Zeitung Berner Tagwacht öffentlich von der SPD-Führung, die zuvor ihrerseits die Zweite Internationale kritisiert hatte. Von da an wurden ihre Mitglieder polizeilich überwacht, bald darauf wurden einige festgenommen und inhaftiert.
Karl Liebknecht stimmte am 2. Dezember 1914 als erster und zunächst einziger SPD-Abgeordneter im Reichstag gegen die Verlängerung der Kriegskredite. Im Januar 1915 gab es mit Otto Rühle und weiteren eine Opposition zum Krieg und zur Kriegsbejahung der SPD-Mehrheit innerhalb der SPD-Fraktion.
Im März 1915 gab die Gruppe eine Zeitschrift unter dem Namen „Internationale“ heraus, die nur einmal erschien und sofort von der Polizei beschlagnahmt wurde.

### „Spartakusgruppe“

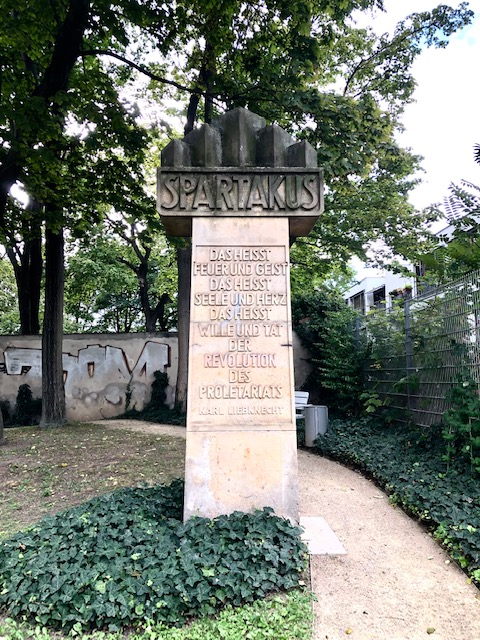
Spartakusdenkmal in Berlin, Chausseestraße 121 (Hinterhof) am Gründungsort der Spartakusgruppe 1916

Im Jahr 1916 organisierte sich die Gruppe reichsweit. Am 1. Januar nahm sie die von Rosa Luxemburg in der Haft verfassten „Leitsätze über die Aufgaben der internationalen Sozialdemokratie“ als ihr Programm an. Am 27. Januar erschien der erste der fortan so genannten illegalen „Spartakusbriefe“, der die Ziele der Gruppe ausführte. Deshalb gab der Volksmund der Gruppe den Namen „Spartakus“, so dass diese sich nun ihrerseits „Spartakusgruppe“ nannte. In Berlin erinnert das Spartakusdenkmal in der Chausseestraße 121 (nach Abriss des historischen Gebäudes und folgendem Neubaus in den 2000er nur im Hinterhof und per Klingelknopf zu ersehen) an die Gründungsversammlung der Gruppe.
Die Minderheit der erklärten Kriegsgegner innerhalb der SPD-Fraktion war bis Dezember 1915 auf 20 angewachsen. Karl Liebknecht wurde im Januar 1916 aus der Fraktion ausgestoßen, Otto Rühle trat daraufhin aus Solidarität mit Liebknecht aus, die 18 anderen Abweichler wurden im März 1916 ausgeschlossen.
Die Spartakusgruppe gewann unterdessen neue Mitglieder. Zu den bekannteren gehörten Willi Budich, Edwin Hoernle, Paul Lange, Jacob Walcher und Friedrich Westmeyer.

### Anschluss an die USPD
Die Kriegsgegner innerhalb der SPD gründeten im April 1917 eine eigene Partei, die USPD. Dieser schloss sich die Spartakusgruppe an, obwohl sie die Spaltung der SPD zuvor immer abgelehnt hatte. Sie behielt aber ihren Gruppenstatus als „geschlossene Propaganda-Vereinigung“, um die USPD zu beeinflussen. Denn auch dort waren die internationalistischen Marxisten eine Minderheit. „Revisionisten“ wie Eduard Bernstein und „Zentristen“ wie der frühere Programmautor der SPD, Karl Kautsky und Hugo Haase, waren mit den Spartakisten nur in der Ablehnung der Kriegskredite einig. Sie hatten sich noch bei der Zimmerwalder Konferenz (September 1915) geweigert, diese Ablehnung auch gegen die Fraktionsdisziplin der MSPD im Reichstag zu vertreten. Das hatte die Spartakusgruppe heftig kritisiert.

### Verhältnis zu den Bolschewiki
Die Spartakusgruppe begrüßte die Februarrevolution 1917 in Russland als für die ganze Welt und Europa wichtigen Sieg der eigenen Sache. Sie erwähnte die Bolschewiki aber nicht und blieb von ihnen unbeeinflusst. Rosa Luxemburg sah die Aufklärung der deutschen Arbeiter über diese Revolution damals als wichtigste Aufgabe des Spartakus an. Seit Sommer 1917 kritisierten sie und Leo Jogiches die putschistische Politik der Bolschewiki gegen die Regierung Alexander Kerenskis. Sie lehnten auch Lenins (Aprilthesen: Frieden um jeden Preis) und Leo Trotzkis Streben nach einem Separatfrieden mit dem Deutschen Kaiserreich ab, weil dieser Frieden eine internationale proletarische Kriegsopposition und die Erfolgsaussicht einer deutschen Revolution gefährde. Vom Friedensvertrag von Brest-Litowsk (3. März 1918) distanzierte sich Rosa Luxemburg ebenso wie vom Zusatzabkommen dazu (27. August 1918). Die Terrormaßnahmen der Bolschewiki unter Felix Dserschinski stießen auf ihren Widerwillen. Dass Lenins Freund Karl Radek nach einem Attentatsversuch auf Lenin damit drohte, „die Bourgeoisie abzuschlachten“, nannte sie im September 1918 „eine Idiotie ersten Ranges“.
In ihrem Aufsatz „Die russische Revolution“ (Herbst 1918) begrüßte Rosa Luxemburg grundsätzlich die Oktoberrevolution 1917 in Russland, bei der die Bolschewiki unter Lenin und Trotzki die Duma aufgelöst und die Staatsmacht erobert hatten. Sie kritisierte aber die Parteiorganisation der Bolschewiki, Lenins Kader-Konzept und innerparteiliche Diktatur, weil sie die demokratische Mitwirkung der Arbeiter an der Revolution verhindern und ersticken werde. Die übrigen Spartakisten stellten öffentliche Kritik an den Bolschewiki damals aus Loyalität zurück. Paul Levi veröffentlichte den Aufsatz erst 1922, drei Jahre nach dem Tod der Autorin.
Der Spartakusbund blieb bis zu seinem Aufgehen in der KPD organisatorisch und politisch von den Bolschewiki unabhängig. Er näherte sich ihnen politisch erst im Lauf der Novemberrevolution an, als er im Dezember 1918 beschloss, zusammen mit anderen Linksradikalen eine eigene Partei zu gründen. Damit reagierte er darauf, dass die USPD einen von Rosa Luxemburg vorgeschlagenen Parteitag ablehnte.

### Revolutionsprogramm
Am 7. Oktober 1918 reagierte die Spartakusgruppe auf die Verfassungsänderung und Regierungsbeteiligung der SPD in der Oktoberreform vom 5. Oktober 1918 mit einer illegal abgehaltenen Reichskonferenz in Berlin. Dort wurde ein revolutionäres Programm gegen Krieg und Kapitalismus beschlossen. Gefordert wurden
- das sofortige Kriegsende,
- Annullierung sämtlicher Kriegsanleihen ohne jede Entschädigung,
- Erkämpfung demokratischer Rechte und Freiheiten,
- eine umfassende Justizreform zur Abschaffung des Klassenwahlrechts und der Klassenjustiz,
- die basisdemokratische Entmachtung und Entwaffnung des kaiserlichen Offizierskorps,
- die Sozialisierung der Produktionsmittel, die Enteignung des gesamten Bankkapitals, der Bergwerke und Hütten – also der kriegsentscheidenden Schwerindustrie, vor allem der Rüstungsindustrie,
- schließlich die Errichtung einer sozialistischen Republik.

Besonders detailliert waren die Forderungen zur Demokratisierung des Heeres, da diese als Schlüssel für eine erfolgreiche Revolution angesehen wurde:
- Verleihung des Vereins- und Versammlungsrechtes an die Soldaten in dienstlichen und außerdienstlichen Angelegenheiten,
- Aufhebung des Disziplinarstrafrechts der Vorgesetzten; die Disziplin wird durch Soldatendelegierte aufrechterhalten,
- Aufhebung der Kriegsgerichte,
- Entfernung von Vorgesetzten auf Mehrheitsbeschluss der ihnen Untergebenen hin,
- Abschaffung der Todesstrafe und der Zuchthausstrafen für politische und militärische Vergehen.

Die Spartakusgruppe gab ein reichsweites Flugblatt mit diesen Forderungen heraus. Sie betonte, diese seien ein Prüfstein für die tatsächlichen Demokratisierungsabsichten der MSPD, deren Eintreten in die kriegführende Regierung sie als Betrug an den wahren Arbeiterinteressen ansah.
Die Spartakusgruppe bezog sich auf das von Karl Marx und Friedrich Engels 1848 veröffentlichte Manifest der Kommunistischen Partei und bekannte sich zur „Diktatur des Proletariats“, somit zur Kontrolle der Arbeiter über die Produktionsmittel und Betriebe. Anders als die Bolschewiki war die Spartakusgruppe jedoch nicht als Elite und Kaderpartei verfasst.

### Beginn der Novemberrevolution

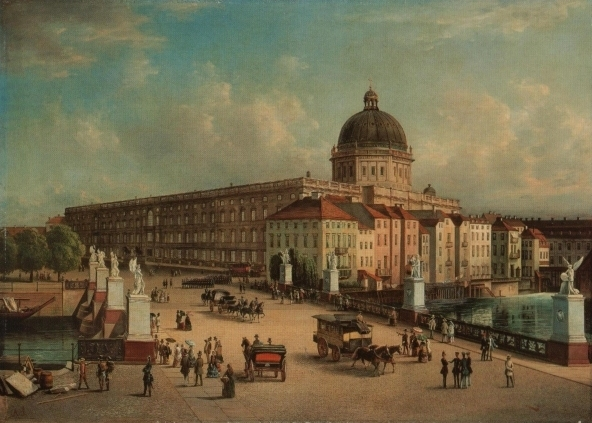
Berliner Stadtschloss nach 1853

Die Novemberrevolution ging vom Kieler Matrosenaufstand aus, als sich meuternde Schiffsbesatzungen gegen die militärisch sinnlose Fortsetzung des Krieges wehrten und dabei spontan, ohne Initiative und Leitung einer der Linksparteien, Arbeiter- und Soldatenräte ernannten oder wählten. Eine wesentliche Voraussetzung für dieses revolutionäre Zusammengehen von Arbeitern und Soldaten war der Januarstreik 1918 in der deutschen Rüstungsindustrie. Dabei waren von Parteien unabhängige, jedoch oft der USPD nahestehende Revolutionäre Obleute hervorgetreten, die nun die Revolution in die Großstädte trugen. Diese neu gebildeten Arbeiterräte griffen in ganz Deutschland einige der Forderungen des Spartakusbundes auf, ohne dass dieser sie dazu aufgefordert hatte oder organisatorisch auf sie einwirken konnte, da er bis dahin verboten gewesen war. Die deutschen Arbeiter- und Soldatenräte entstanden spontan in Teilen des kaiserlichen Militärs, Kommunalverwaltungen und großen Industriebetrieben, unterstanden keiner Partei und dienten anders als die russischen Sowjets nicht dazu, der Alleinherrschaft einer Partei den Weg zu ebnen.
Karl Liebknecht wurde am 23. Oktober 1918 in Erwartung des Kriegsendes vorzeitig aus dem Gefängnis entlassen. Er trat am 26. Oktober in den Berliner Vollzugsrat der Revolutionären Obleute ein und plante mit ihnen Massendemonstrationen, um eine nationale Revolution einzuleiten. Weil die Obleute solche Aktionen bis zum 11. November aufschieben wollten, wurde ihr Terminplan vom Kieler Matrosenaufstand und der dadurch ausgelösten Novemberrevolution überholt.
Am 9. November 1918 kam es zur doppelten Ausrufung der Republik: Philipp Scheidemann (MSPD) rief vormittags vom Balkon des Reichstagsgebäudes aus „die deutsche Republik“ aus. Liebknecht rief etwa zwei Stunden danach im Lustgarten, dann vom Berliner Stadtschloss aus „die freie sozialistische Republik Deutschland“ aus.
Freude über das an diesem Tag Erreichte kam im Spartakusbund nicht auf. In der darauffolgenden Nacht einigten sich die Führer darauf, dass nur ein „erster, schneller Sieg“ errungen sei. Als Ziele wurden die völlige Beseitigung des Feudalismus und des Junkertums festgelegt, eine Überwindung der nationalen „Zersplitterung in Vaterländer und Vaterländchen“ und die „sozialistische Republik“. Zu diesem Zweck sollten die Arbeiter- und Soldatenräte alle Macht übernehmen, der Reichstag und alle Parlamente müssten ebenso beseitigt werden wie die Reichsregierung unter dem Mehrheitssozialdemokraten Friedrich Ebert.

### Neugründung des Spartakusbundes

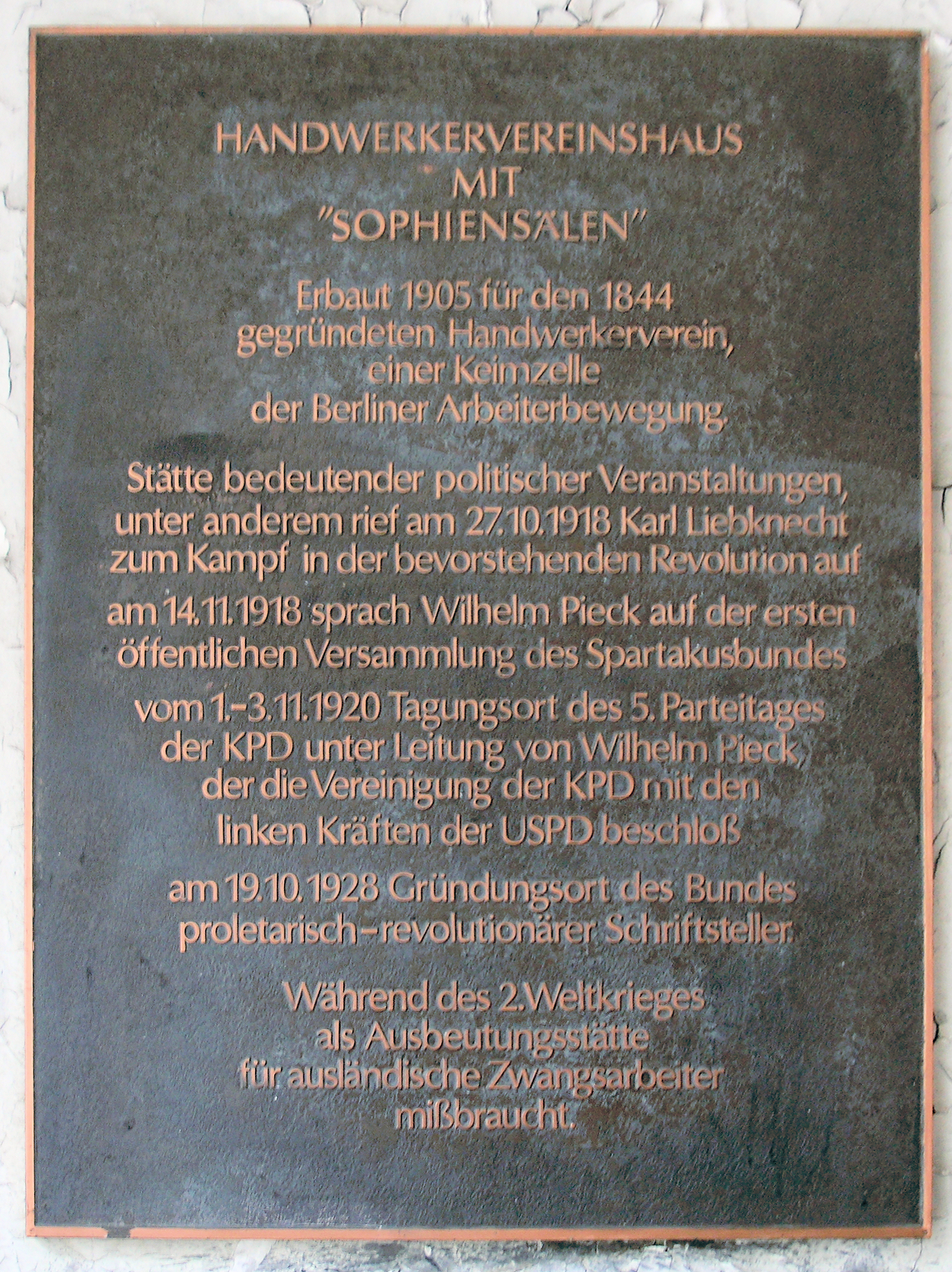
Gedenktafel am Haus, Sophienstraße 18, in Berlin-Mitte

Am 11. November 1918 wurde der Bund auf Liebknechts Initiative hin im Berliner Hotel Excelsior neu gegründet. Er bildete nun eine eigenständige, parteiunabhängige, reichsweite Organisation. Der neue Name „Spartakusbund“ sollte eine höhere Organisationsstufe und zugleich Abgrenzung von der USPD ausdrücken. Der Spartakusbund kämpfte in der Novemberrevolution für Entmachtung des Militärs, Sozialisierung der Schlüsselindustrien und eine Räterepublik als künftige gesamtdeutsche Verfassung. Rosa Luxemburg verfasste sein Programm, das Sofortmaßnahmen zum Schutz der Revolution forderte:
- Entwaffnung der Polizei und aller Angehörigen der herrschenden Klassen,
- Bewaffnung des Proletariats und Bildung einer Roten Garde,
- Übernahme aller Gemeinderäte und Länderparlamente durch frei gewählte Arbeiter- und Soldatenräte,
- Sozialisierung (Überführung in Volkseigentum) aller Banken, Bergwerke, Hütten und Großbetriebe,
- Kontaktaufnahme mit allen ausländischen Bruderparteien für eine Internationalisierung der Revolution.[22]

In den nächsten Wochen versuchte der Spartakusbund mit der täglich herausgegebenen Zeitung Die Rote Fahne die politische Entwicklung in dieser Richtung zu beeinflussen. In deren erster Ausgabe forderte Rosa Luxemburg erneut die landesweite allgemeine Abschaffung der Todesstrafe als ersten Schritt zu einer grundlegenden Justiz- und Gesellschaftsreform. Seit dem 10. Dezember trat sie für eine Räterepublik und die kontrollierte Entwaffnung der Soldaten durch Arbeiterräte ein. Denn am 6. Dezember war es zu ersten Schießereien zwischen kaiserlichen Soldaten und Anhängern der USPD bzw. der Rätebewegung gekommen. Dahinter stand der geheime Ebert-Groener-Pakt, den der Vorsitzende der Übergangsregierung, Friedrich Ebert, am Abend des 9. November 1918 mit General Wilhelm Groener von der Obersten Heeresleitung vereinbart hatte: Um die Entmachtung des kaiserlichen Militärs zu verhindern, wollte er den für den 16. Dezember geplanten Reichsrätekongress in Berlin verhindern.

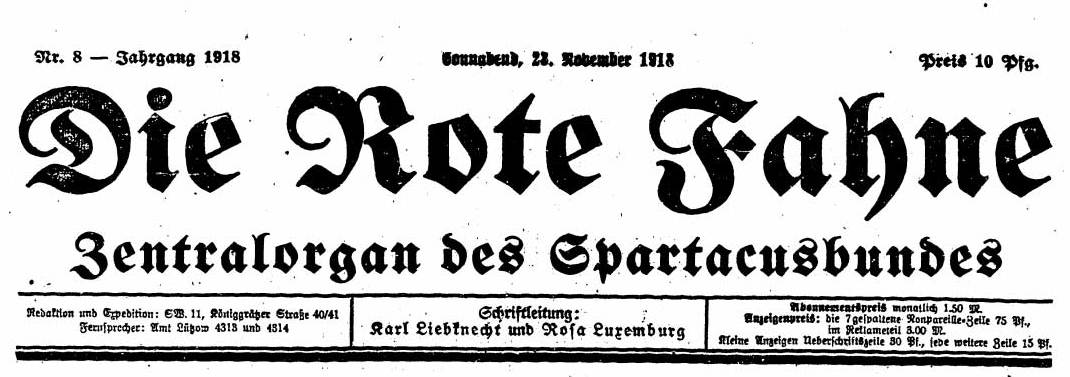
Die Rote Fahne (1918), das „Zentralorgan des Spartacusbundes“

Am 14. Dezember veröffentlichte Rosa Luxemburg in der Roten Fahne ihren programmatischen Artikel „Was will der Spartakusbund?“, in dem es hieß:

„Der Spartakusbund wird nie anders die Regierungsgewalt übernehmen als durch den klaren, unzweideutigen Willen der großen Mehrheit der proletarischen Masse in Deutschland, nie anders als kraft ihrer bewußten Zustimmung zu den Ansichten, Zielen und Kampfmethoden des Spartakusbundes. […] Der Sieg des Spartakusbundes steht nicht am Anfang, sondern am Ende der Revolution: Er ist identisch mit dem Siege der großen Millionenmassen des sozialistischen Proletariats.“

Die Bindung an die 1918 entstandene Rätebewegung und Rosa Luxemburgs Theorie von der Spontaneität der Arbeiterklasse als Motor der Revolution wurden für die Revolutionstheorie des Spartakusbundes somit bestimmend.
Beim Reichsrätekongress vertraten nur zehn von 489 Delegierten den Spartakusbund. Rosa Luxemburg und Karl Liebknecht durften nicht einmal als Gäste daran teilnehmen. Die Mehrheit der Delegierten beschloss Wahlen zu einer verfassungsgebenden Nationalversammlung für den 19. Januar 1919. Die enttäuschte Rosa Luxemburg bezeichnete den Kongress daraufhin als „williges Werkzeug der Gegenrevolution“. Die Kongressergebnisse beschleunigten das Streben der Spartakisten, sich von der USPD zu lösen und eine eigene Partei zu gründen.

### Gründung der KPD
Friedrich Ebert versuchte am 24. Dezember 1918, die zum Schutz der Übergangsregierung beauftragte Volksmarinedivision aufzulösen und zu entlassen. Bei den dadurch ausgelösten Weihnachtskämpfen mit kaiserlichem Militär kam es zu ersten Toten. Die USPD-Vertreter lasteten diese Ebert an und sahen sein Vorgehen, ohne sein Geheimabkommen mit Groener zu ahnen, als Versuch, die gemeinsam beschlossenen revolutionären Ziele zu verhindern. Sie traten daher am 29. Dezember 1918 aus der Übergangsregierung aus.
Wegen Eberts Vorgehen und dem als wankelmütig und inkonsequent kritisierten Verhalten der USPD beschloss der Spartakusbund am 22. Dezember 1918, am 30. Dezember einen Reichskongress in Berlin abzuhalten und dort eine Parteigründung, das Verhältnis zur USPD und zu den Parlamentswahlen zu diskutieren. Bis dahin ließ er in ganz Deutschland Delegierte wählen. Viele trafen schon am 29. Dezember in Berlin ein und beschlossen am selben Tag mehrheitlich die Gründung einer neuen Partei. Vor allem der russische Gast Karl Radek überzeugte die meisten Vertreter des Spartakusbundes, die Bremer Linksradikalen und die Internationalen Kommunisten Deutschlands (IKD) von der Notwendigkeit und den Aussichten einer Vereinigung. Radek widersprach dabei der zentralen Aussage des Spartakusprogramms, die Partei werde nur durch den klaren Willen einer Bevölkerungsmehrheit die Regierung übernehmen: Eine proletarische Revolution beginne immer durch die politische Machtergreifung einer Minderheit.
Am 31. Dezember 1918 beschlossen insgesamt 127 Delegierte, darunter 94 Spartakisten und 29 IKD-Vertreter, sich zur „Kommunistischen Partei Deutschlands (Spartakusbund)“ zu vereinen. Beitrittsverhandlungen mit den Revolutionären Obleuten scheiterten unter anderem daran, dass Liebknecht den Zusatz „Spartakusbund“ im Parteinamen nicht fallen lassen wollte. Rosa Luxemburg hatte für den Namen „Sozialistische Partei“ plädiert, um die Unabhängigkeit der deutschen Kommunisten von den Bolschewiki zu wahren und ihre Zusammenarbeit mit anderen Sozialisten zu erleichtern.
Neben dem Parteinamen war besonders das Verhältnis zum Parlamentarismus stark umstritten. Die führenden Spartakusmitglieder Rosa Luxemburg, Paul Levi, Leo Jogiches, Käte Duncker, zögernd auch Karl Liebknecht, befürworteten eine Teilnahme der KPD an den bevorstehenden Wahlen. Otto Rühle und die IKD dagegen lehnten diese Teilnahme strikt ab. Ihr Antrag zum Wahlboykott fand eine Mehrheit von 62 zu 23 Stimmen. Diese Parteitagsmehrheit teilte die von Liebknecht eine Woche zuvor formulierte Auffassung:

„Die Nationalversammlung bedeutet aber nichts anderes als eine formelle politische Demokratie. Sie bedeutet durchaus nicht diejenige Demokratie, die der Sozialismus stets gefordert hat. Der Wahlzettel ist sicherlich nicht der Hebel, mit dem die Macht der kapitalistischen Gesellschaftsordnung aus den Fugen gehoben werden kann.“

### Januaraufstand
Schon wenige Tage später wurde die KPD vor eine Belastungsprobe gestellt: Seit dem 5. Januar 1919 propagierten die Revolutionären Obleute der Berliner Rüstungsbetriebe, die im Vorjahr den Januarstreik organisiert hatten, den bewaffneten Aufstand gegen die Entlassung des Berliner Polizeipräsidenten Emil Eichhorn. Dem Aufruf schloss sich die KPD an. Sie versuchte, im Spartakusaufstand die Soldatenräte der Berliner Regimenter am Sturz der Restregierung Friedrich Eberts zu beteiligen. Dies misslang, so dass um Berlin zusammengezogene Einheiten des kaiserlichen Heeres und neu aufgestellte Freikorps auf Befehl Gustav Noskes den Aufstand niederschlugen.
Am 15. Januar wurden die beiden wichtigsten Spartakisten und KPD-Führer, Rosa Luxemburg und Karl Liebknecht, von Angehörigen der Garde-Kavallerie-Schützen-Division gefangen, schwer misshandelt und ermordet. Ende Januar 1919 starb Franz Mehring. Im März 1919 wurde auch Leo Jogiches ermordet. Mit den Toden von vier Gründern des Spartakusbundes endete dessen Geschichte. Es gilt als wahrscheinlich, dass die folgende Geschichte der KPD in der Weimarer Republik mit ihnen anders verlaufen wäre und manche Spaltungen und Einseitigkeiten unterblieben wären.

## Rezeption

### Bis 1945
Der Spartakusbund war für den Zusammenhalt aller revolutionären Kräfte und die bleibende Bindung an die Ziele des kommunistischen Manifestes eingetreten. Er verstand sich bis zur Gründung der KPD als Teil der klassenbewussten internationalen Sozialdemokratie, die von den Arbeitermassen der Völker wirklich getragen wird, so dass deren Organisationen ihren Willen ausdrücken und durchsetzen müssen. Seine Gründer hatten deshalb sowohl den Reformismus der Mehrheitssozialdemokratie als auch Lenins Einparteiensystem und die Tendenzen nach der Oktoberrevolution in Russland zur Staatsbürokratie kritisiert.
Die KPD wurde im März 1919 Mitglied der damals gegründeten, von den Bolschewiki dominierten Kommunistischen Internationale und lehnte sich fortan immer stärker an deren politische Linie an. Nach Lenins Tod dogmatisierte sein Nachfolger Josef Stalin Lenins Ideen zum Marxismus-Leninismus und machte diesen diktatorisch zur Staatsideologie der Sowjetunion. Die KPD-Führung folgte immer stärker seinem ideologischen Kurs und schloss die Kritiker dieser Stalinisierung aus, darunter ehemalige Spartakisten wie Paul Levi, August Thalheimer, Heinrich Brandler und andere. Da die ausgeschlossenen Gruppen sich in ihrer Ablehnung der Stalinisierung einig waren, vereinigten sich „linke Opposition“, die rätekommunistische Kommunistische Arbeiterpartei Deutschlands und die Allgemeine Arbeiter-Union 1926 zum „Spartakusbund linkskommunistischer Organisationen“, auch „Spartakusbund Nr. 2“ genannt. Dieser versuchte, weitere linksradikale Gruppen als Alternative zur KPD zu vereinen, erreichte aber nur eine weitere Zersplitterung.
Die SPD und ihre Presseorgane stellten den Spartakusbund 1919 als Ableger der Bolschewiki und Urheber von Aufständen und Putschversuchen dar. Sie beschworen die Gefahr des „Bolschewismus“, der auch militärisch abgewehrt werden müsse, um die Demokratie zu retten. Obwohl der Spartakusbund die Rätebewegung weder erzeugt noch organisiert noch geleitet hatte und keine realen Machtoptionen hatte, teilten auch konservative und rechtsradikale Parteien diese Sicht, so dass sie sich in der Weimarer Republik durchsetzte.
Die Entwicklung des Reformismus auf der einen, des Stalinismus auf der anderen Seite vertiefte die Spaltung der Arbeiterbewegung in verfeindete Lager und ihnen zugehörige Parteien. Adolf Hitler zerschlug im Jahr 1933 die deutschen Arbeiterorganisationen und Linksparteien und ließ etwa 20.000 ihrer Vertreter ermorden. Danach ließ Stalin spätestens mit der Säuberungswelle seit 1936 russische Bolschewiki, Anhänger Trotzkis, Sozialdemokraten und vor Hitler in die Sowjetunion geflohene deutsche Kommunisten massenhaft inhaftieren und ermorden. Seine Politik wird weithin als vollständige Abkehr von den Zielen von Marx und Engels gedeutet, die die internationale Arbeiterbewegung nachhaltig geschwächt, gespalten und zerstört habe.

### DDR

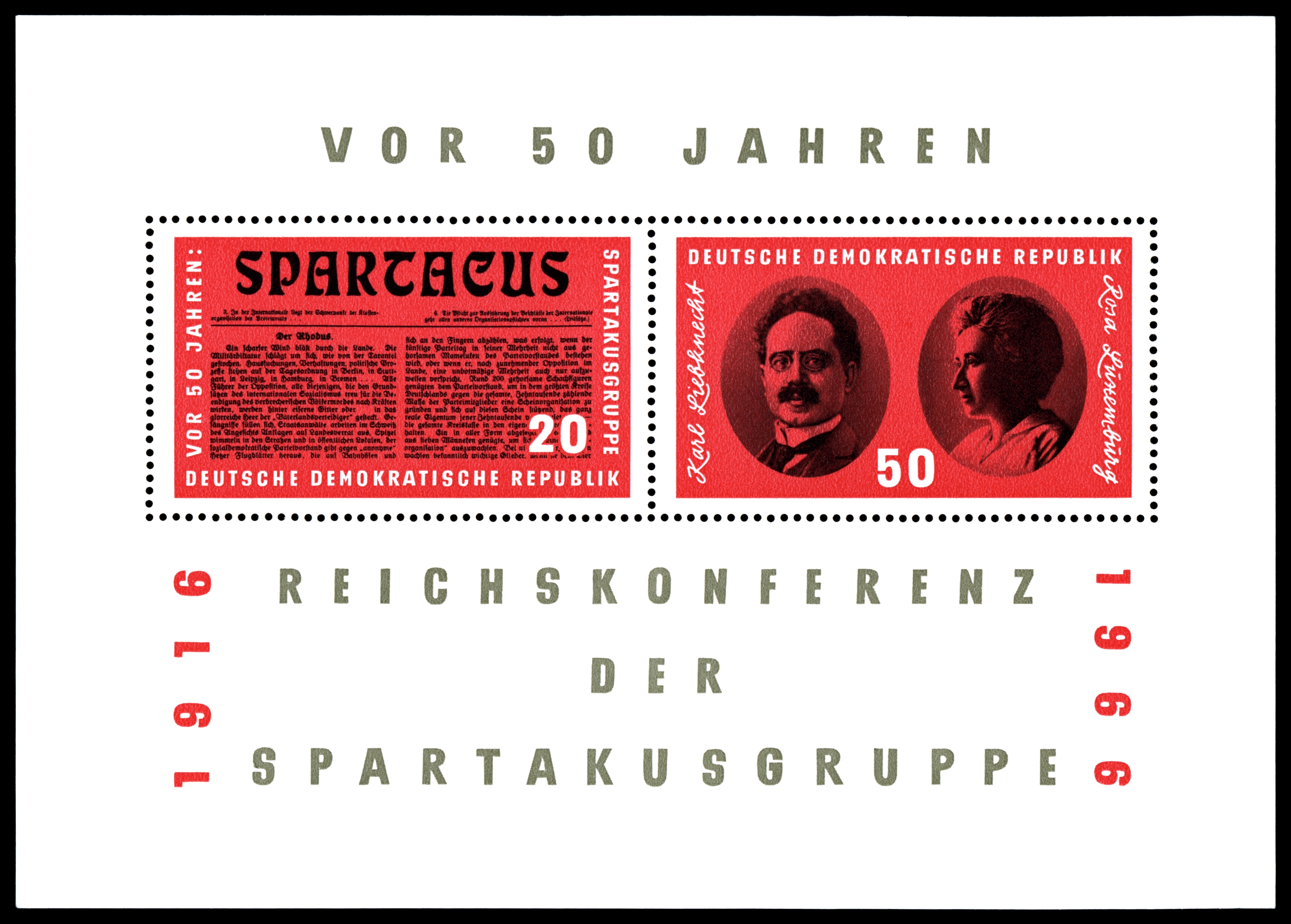
50. Jahrestag der Reichskonferenz der Spartakusgruppe (DDR-Briefmarkenblock 1966)

Die Geschichtsschreibung der DDR beurteilte den Spartakusbund und seine Politik bis 1958 kontrovers. 1938 hatte Stalin die Novemberrevolution als „bürgerliche“, nicht sozialistische Revolution eingestuft, die damaligen Räte als „gefügiges Werkzeug des bürgerlichen Parlaments“ abgewertet und für das Scheitern der Revolution verantwortlich gemacht. Die Führung der SED folgte seit ihrer Gründung diesen Vorgaben und deutete den Spartakusbund daher nicht als revolutionäre Partei, sondern hob seine Schwächen und organisatorischen Mängel hervor. Damit rechtfertigte sie die Notwendigkeit einer zentralistischen Kaderpartei für eine erfolgreiche Revolution. Otto Grotewohl machte vor allem die MSPD für das Scheitern der Novemberrevolution und der Weimarer Republik verantwortlich. Spartakusbund und KPD hätten „taktische“, nicht strategische Fehler begangen.
In einem von hunderten stalinistischen Schauprozessen der 1950er Jahre wurden dem Ungarn Michael Jagodits Kontakte mit Angehörigen des zweiten, linkskommunistischen Spartakusbundes vorgeworfen und mit dem Verdacht des Trotzkismus gleichgesetzt. Dies wurde als antisowjetische Agitation oder konterrevolutionäre Aktivität beurteilt und mit Todesstrafe durch Erschießen geahndet.
Im Zuge der Entstalinisierung in der Sowjetunion 1956 versuchte der leitende DDR-Historiograph Albert Schreiner, der 1918 zu den KPD-Gründern gehört hatte, die Spartakisten und deutschen Altkommunisten der „Linken Opposition“ vorsichtig zu rehabilitieren. Er deutete die Novemberrevolution als gescheiterte sozialistische Revolution und betonte, auch in Deutschland sei damals um den Sozialismus gerungen worden. Karl Liebknecht und Rosa Luxemburg hätten der revolutionären Linken auch aktuell „viel zu sagen“. Die von ihnen geführten Arbeiter seien keineswegs nur Phantasten und Abenteurer gewesen. Damit stellte er indirekt den Monopolanspruch der KPdSU in Frage, wonach nur mit Lenins Strategie und Taktik eine erfolgreiche sozialistische Revolution möglich sei. Dabei berief er sich auch auf die Illustrierte Geschichte der deutschen Revolution, die KPD-Oppositionelle und von Stalin ermordete Anhänger Lenins 1929 veröffentlicht hatten, und auf die Geschichte der deutschen Republik von Arthur Rosenberg, den die SED als Abweichler ablehnte. 1957 unterstützten in der DDR Robert Leibbrand, Rudolf Lindau und Roland Bauer seine Position. Hanna Wolf und Walter Nimtz, Vertreter der Parteihochschule der SED, sorgten dafür, dass Schreiners Sicht offiziell verworfen wurde, so dass er sie öffentlich zurücknahm. Walter Ulbricht beendete diesen Historikerstreit am 18. Juni 1958.
Systemkritische Bürgerrechtsgruppen und Dissidenten in der SED beriefen sich ebenfalls auf die Spartakisten, besonders auf Rosa Luxemburg und Karl Liebknecht: so der demokratische Kommunist Robert Havemann, der mit ihm befreundete Liedermacher Wolf Biermann und Rudolf Bahro. Seit dem gewaltsam niedergeschlagenen Aufstand des 17. Juni 1953 sprachen solche Abweichler der SED das Recht ab, sich auf die Tradition des Spartakusbundes zu berufen. Daher blieb in der DDR umstritten, wo diese Tradition fortlebt.

### Bundesrepublik Deutschland
Die westdeutsche KPD, die 1946 von den Westalliierten erlaubt worden war, strebte seit 1952 die Wiedervereinigung Deutschlands als sozialistischer Staat ohne Blockbindung an und berief sich dabei auf das Gründungsprogramm der KPD von 1919. Daraus leitete sie strikte Opposition gegen die Wiederbewaffnung der Bundesrepublik und ihren Beitritt zur NATO ab. 1956 beschloss das Bundesverfassungsgericht das KPD-Verbot wegen verfassungsfeindlicher Ziele der Partei, zu denen es die „Diktatur des Proletariats“, den gewaltsamen Klassenkampf und einen Aufruf zum Sturz des damaligen Bundeskanzlers Konrad Adenauer zählte.
Der Sozialistische Deutsche Studentenbund (SDS) vertrat nach seinem Ausschluss aus der SPD (1961) mehrheitlich eine marxistisch-leninistische Geschichtssicht, wonach die Sowjetunion, die DDR und die SED die Ziele des Spartakusbundes zu verwirklichen versuchten. Während der westdeutschen Studentenbewegung der 1960er Jahre gewann der Neomarxismus der Frankfurter Schule allmählich im SDS stärkeren Einfluss. Anstehende Bildungs- und Gesellschaftsreformen und die Opposition gegen den Vietnamkrieg wurden als Lernfeld für den Aufbau einer neuen radikaldemokratischen Internationale gesehen und zu nutzen versucht. Die westdeutsche Außerparlamentarische Opposition orientierte sich an historischen Versuchen einer Rätedemokratie und betrachtete diese wie die Spartakisten und andere marxistische Autoren als dem Parlamentarismus überlegene Form der direkten Demokratie.
Der Studentenführer Rudi Dutschke übernahm 1967 die Auffassung des Spartakusprogramms von 1919, wonach der historische Sieg des Proletariats nur als Ergebnis von dessen Selbsttätigkeit und Ausdruck des breiten Bevölkerungswillens denkbar sei. Damit begründete er seine Ablehnung der seit 1968 entstandenen K-Gruppen und später der terroristischen RAF.
SDS-Anhänger besetzten im Dezember 1968 das soziologische Institut der Johann Wolfgang Goethe-Universität Frankfurt am Main und nannten es „Spartakus-Seminar“, um ihr Studium und dessen Themen selbstbestimmt zu organisieren. Sie sahen darin einen Schritt zur Revolution an der Universität. Unter dem Namen „Spartakus-Seminar“ veröffentlichten sie auch ihre dort erarbeiteten Texte, in denen es häufig auch um den Spartakusbund bzw. dessen Vertreter ging. Die vom SDS angestrebte wirksame Interessen- und Aktionsgemeinschaft von Arbeitern und Studenten wurde in Westdeutschland nicht verwirklicht; sie zeigte sich in Ansätzen etwa im Pariser Mai 68 und im Prager Frühling.
Der SDS zerfiel infolge von Konflikten zwischen „Traditionalisten“ und „Antiautoritären“ seit 1968. Damals wurde die DKP als Nachfolgepartei der 1956 verbotenen West-KPD neu gegründet. Der Frankfurter SDS schloss 1971 einige Mitglieder wegen ihrer Zusammenarbeit mit der DKP aus. Aus Protest dagegen zogen sich die „orthodoxen“ Marxisten aus dem SDS zurück und gründeten 1971 den Marxistischen Studentenbund Spartakus (MSB). Dieser lehnte sich namentlich an den Spartakusbund und inhaltlich an die DKP an. Er war zeitweise in einigen Allgemeinen Studentenausschüssen westdeutscher Universitäten vertreten, bis er sich 1990 auflöste.
Trotzkistische Splitterparteien wie die 1990 gegründete Spartakist-Arbeiterpartei Deutschlands und die „Gruppe Spartakus (Deutsche Sektion der Internationalen Bolschewistischen Tendenz)“ beziehen sich heute namentlich auf den Spartakusbund. Letztere vereinten sich 2002 mit der „Gruppe Leo Trotzki“ zur „Internationalen Bolschewistischen Tendenz Deutschland“.